# Lorenzo Sanz
Lorenzo Sanz Mancebo (* 9. August 1943 in Madrid; † 21. März 2020 ebenda) war ein spanischer Geschäftsmann und Fußballfunktionär.

## Leben
Der Vater von Lorenzo Sanz war als Preisboxer bekannt, der auch als Schreiner und Wächter im Retiro-Park arbeitete. Sanz verkaufte als Junge mit der Mutter am Estadio Santiago Bernabéu Wasserflaschen, um Alfredo Di Stéfano beim Dribbling zuzusehen. Als Jugendlicher spielte Sanz als Torwart in verschiedenen unterklassigen Teams in Madrid. Beruflich war er als Immobilienmakler tätig. Sanz galt als Selfmademan, der es von ganz unten zum Multimillionär geschafft hatte.
Ab 1985 war er Direktor und von 1995 bis 2000 in Nachfolge von Ramón Mendoza Präsident des Erstligisten Real Madrid. 1997 verpflichtete er Jupp Heynckes als Trainer, mit dem er 1998 die UEFA Champions League gewann. Sanz war bekannt-berüchtigt für seinen Trainerverschleiß, in den fünf Jahren seiner Präsidentschaft mussten viele Trainer ihren Platz auf der Trainerbank räumen: Jorge Valdano, Vicente del Bosque, Arsenio Iglesias, Fabio Capello, Jupp Heynckes, José Antonio Camacho, Guus Hiddink, John Toshack und wieder Del Bosque, der 2000 Real Madrids achte Copa de Europa holte. Sanz hatte dafür einen ausgeprägten Spürsinn für fußballerisches Talent wie Bodo Illgner, Christian Panucci, Roberto Carlos, Clarence Seedorf, Davor Suker und Predrag Mijatović. Nach seinem Rückzug bei Real Madrid wurde er 2006 Besitzer des FC Málaga, 2008 wegen Betrugsverdacht festgenommen, 2013 jedoch von den Anschuldigungen freigesprochen. 2010 verkaufte er den Verein an eine Investorengruppe aus Katar. 2018 wurde er wegen Steuerhinterziehung zu drei Jahren Haft verurteilt, der Gefängnisstrafe entging er, nachdem er eine 3,5-Millionen-Euro-Strafe und Steuernachzahlungen in Höhe von weiteren 1,2 Millionen beglichen hatte.
Lorenzo Sanz lag seit dem 17. März 2020 wegen einer SARS-CoV-2-Infektion, die erst im Krankenhaus festgestellt wurde, auf der Intensivstation des Madrider Hospital Universitario Fundación Jiménez Díaz. Am 21. März starb der 76-jährige Sanz an der Erkrankung, wie sein Sohn Lorenzo Sanz jr. mitteilte. Des Weiteren litt er an einer Nierenkrankheit. Er hinterließ seine Frau und fünf Kinder. Er war der Schwiegervater von Míchel Salgado. Seine Söhne Paco und Fernando waren als Profifußballer aktiv, sein ältester Sohn Lorenzo war Profibasketballer.